# Samuel Cuburu
Samuel Cuburu, teljes nevén Samuel Abdul Cuburu Cano (Orizaba, 1928. február 20. – ?) mexikói válogatott labdarúgó, középpályás.

## Karrierje
Pályafutását két csapatban töltötte, a Pueblában és a Zacatepecben.
Négy meccsen pályára lépett a mexikói válogatottban is, valamint részt vett az 1950-es világbajnokságon is.

## Külső hivatkozások
- Samuel Cuburu – a FIFA adatbázisában